# РИТМ-200
РИТМ-200 (рос. Реактор с интегрированными в корпус парогенераторами, транспортный, морской) — російський транспортний водоводяний ядерний реактор потужністю 200 МВт, розроблений в ДКБМ імені І. І. Афрікантова. Призначений для установок на атомних криголамах, що будуються плавучих атомних електростанціях виробництва «ЗіО-Подольськ» і атомних станціях малої потужності (АСМП).
У червні 2016 року першу енергетичну установку з двома реакторами для першого атомного криголама проекту 22220 типу «Арктика» (ЛК-60Я) доставлено на будівельний майданчик криголаму.